# Mutaz Abdulla
Mutaz Mohammed Abdulla (in arabo معتز عبد الله‎?; Doha, 8 novembre 1974) è un ex calciatore emiratino, di ruolo portiere, attualmente allenatore della squadra della UAE First Division del Masfut.

## Carriera
Abdulla ha iniziato la sua carriera calcistica nelle squadre giovanili dell'Al-Sadd in Qatar, il suo paese natale. Nel 1998 si è trasferito negli Emirati Arabi Uniti all'Al-Ain; durante la sua permanenza al club, dove è rimasto per ben undici anni, Abdulla ha ottenuto notevoli successi, conquistando 14 trofei con il club tra cui la vittoria dell'AFC Champions League.
Al termine della stagione 2008-2009, dopo aver collezionato oltre 200 presenze in campionato con la maglia dell'Al-Ain, Abdulla ha lasciato il club per firmare con la squadra di Abu Dhabi dell'Al-Wahda; nel club della capitale emiratina il giocatore è rimasto fino al 2012 collezionando 87 presenze ed aiutando la squadra ad ottenere la vittoria nella UAE Pro League 2009-2010, anche se in quella stagione giocò una sola partita in campionato a causa di un infortunio arrivato alla prima giornata.
Dopo aver lasciato l'Al-Wahda Abdulla ha giocato per altre tre stagioni nella massima divisione emiratina, prima con la maglia dell'Emirates nella stagione 2012-2013, poi con quella dell'Al-Shaab, tra il 2013 ed il 2015, per poi infine ritirarsi nel 2015 mentre giocava per l'Ajman.

## Palmarès

### Giocatore
- Campionato emiratino: 5

Al-Ain: 1999-2000, 2001-2002, 2002-2003, 2003-2004
Al-Wahda: 2009-2010
- Coppa del Presidente degli Emirati Arabi Uniti: 5

Al-Ain: 1998-1999, 2000-2001, 2004-2005, 2005-2006, 2008-2009
- UAE Arabian Gulf Cup: 1

Al-Ain: 2008-2009
- UAE Super Cup: 2

Al-Ain: 2002
Al-Wahda: 2011
- Coppa della Federazione calcistica degli Emirati Arabi Uniti: 2

Al-Ain: 2004-2005, 2005-2006
- AFC Champions League: 1

Al-Ain: 2002-2003
- Coppa dei Campioni del Golfo: 1

Al-Ain: 2001

### Allenatore
- UAE Second Division League: 1

Abtal Al Khaleej: 2020-2021